# Live at Grand Central
Live at Grand Central es el segundo álbum en vivo de la cantautora estadounidense Carly Simon. El álbum fue publicado el 27 de enero de 2023 a través de Arista Records.
Realizado en medio del Grand Central Terminal de la ciudad de Nueva York, el concierto sorpresa fue el preludio de la primera gira de conciertos de Simon en 14 años. Contó con Simon y una banda en vivo interpretando la mayor parte de su álbum Letters Never Sent, así como algunos de sus éxitos como «That's the Way I've Always Heard It Should Be», «Anticipation», «Legend in Your Own Time», «Haven't Got Time for the Pain», «Jesse», «Coming Around Again», y «Let the River Run».

## Producción e historial de lanzamiento
Fue idea de Jackie Onassis que Simon actuara en el Grand Central. Simon escribió la canción «Touched by the Sun» para Onassis, que apareció originalmente en el álbum de Simon, Letters Never Sent (1994). La actuación sorpresa “detuvo a los viajeros en seco”, y se emitió en Lifetime el 21 de mayo de 1995. Simon también apareció en un episodio de la serie original de Lifetime Intimate Portrait, que se emitió esa misma noche.
Live at Grand Central fue lanzado en video casero el 12 de diciembre de 1995. El concierto fue restaurado y relanzado el 27 de enero de 2023 en Blu-ray, vinilo y CD, y se puede comprar a través del sitio web oficial de Simon. Junto con el anuncio, se lanzó un video de «Like a River» del concierto, que no apareció en su lanzamiento original.

## Recepción de la crítica
El crítico de Under the Radar, Ian Rushbury, escribió: “Lanzado por primera vez como un producto de audio independiente y Blu-ray, Live at Grand Central no ganará nuevos adeptos, pero es un regalo para los aficionados”.
El crítico de American Songwriter, Lee Zimmerman, comentó: “Sin embargo, a pesar de cualquier posible recelo, Simon muestra una confianza y credibilidad que desmiente cualquier atisbo de inseguridad o incertidumbre. Ella tiene una buena voz en todo momento y afirma su presencia de manera efectiva a lo largo de todo este conjunto de 15 canciones”.

## Créditos y personal
Créditos adaptados desde las notas de álbum de Live at Grand Central.
Musicos
- Teese Gohl – director de música, teclados
- Rick Marotta – batería
- Doug Wimbish – guitarra bajo
- Peter Calo – guitarra
- Dirk Ziff – guitarra
- Mick Rossi – teclados
- Mindy Jostyn – violín
- Eric Bazilian – mandolina
- Marc Cohn – coros
- Jerry Barnes – coros
- Katreese Barnes – coros
- Curtis King – coros